# Time of My Life (album de 3 Doors Down)
Albums de 3 Doors Down
3 Doors Down
(2008)
Time of My Life est un album du groupe américain 3 Doors Down.

## Liste des titres
1. Time of My Life
2. When You're Young
3. Round and Round
4. Heaven
5. Race for the Sun
6. Back to Me
7. Every Time You Go
8. What's Left
9. On the Run
10. She Is Love
11. My Way
12. Believer
13. The Silence Remains